# Volžskaja (stanice metra v Moskvě)
Volžskaja (rusky Волжская) je stanice moskevského metra. Pojmenována je podle ulice nesoucí název největší evropské řeky, Volhy.

## Charakter stanice
Volžskaja se nachází na Ljublinské lince, zhruba v její jižní části. Je konstruována jako hloubená s ostrovním nástupištěm bez sloupů, založená 8 m pod povrchem. Na její zakrytí byly použity mostní nosníky. Za stanicí jižním směrem se nachází kolejiště umožňující obracení vlaků. Má dva výstupy, které po pevných schodištích vycházejí do podzemních vestibulů. Na obklad prostoru nástupiště byly použity kovové obklady, na podlahu žula. Osvětlení je provedeno pomocí lamp, umístěných v prostředku nástupiště. Lavičky jsou umístěné ve speciálních žlutých „budkách“. Volžskaja byla otevřena 28. prosince 1995 jako součást prvního úseku linky mezi stanicemi Čkalovskaja a Volžskaja.